# Кумья
Кумья (горномар. Кӹмья) — село в Килемарском районе Республики Марий Эл. Входит в состав Кумьинского сельского поселения.

## География
Находится в западной части республики Марий Эл на расстоянии приблизительно 15 км по прямой на юго-запад от районного центра посёлка Килемары.

## История
Возникло во второй половине XVIII века. В 1856 году в 16 дворах проживали 82 человека. В селе имелась Покровская церковь, построенная в 1866 году (закрыта в 1941 году). В 1889 году в 25 домах проживали 145 человек, по национальности русские. В 1895 году было 26 дворов и 158 человек, в 1922 году 34 и 208, в 1924 году 42 и 181, из них 177 русских. В 1933 году в селе проживали 216 человек, в 1967 328 человек, в 1974 году в 76 хозяйствах проживали 289 человек. В советское время работали производственная артель «Вперёд» (позже «Трудовик»), колхозы «Зелёный бор», «Знамя» и Кумьинский лесхоз. После ликвидации колхоза «Знамя» некоторое время работал СПК колхоз «Активист», прекративший деятельность в 2002 году.

## Население
Население составляло 162 человека (русские 61 %, мари 35 %) в 2002 году, 153 в 2010.

## Известные уроженцы
Сурьянинов Василий Васильевич (1903—1991) — советский художник-график, иллюстратор, плакатист, член Союза художников СССР. Заслуженный художник РСФСР (1974).